# イースト・ロンドン大学
イースト・ロンドン大学（University of East London, UEL）は、イギリス、ロンドンにある国立大学である。
実学の高等教育機関として1892年に設立され、1992年に大学へと移行した。学生数は28,000人を超え、120以上の国から留学生を受け入れる国際色豊かな大学である。

## 歴史
イーストロンドン大学の歴史は、1892年までさかのぼる事ができ、ウエストハム区によって地域住民に高等技術教育を行うためのポリテクニック機関として設立された。当時の学校は、科学、工学、芸術のコースを開講し、それらのコースはロンドン大学より学位の承認を受けていた。 
1992年に、新設大学として大学に移行した。1999年に、ドッグランズキャンパスがオープンした。大学の新たなキャンパスがオープンするのは、ロンドンにおいて50年以上ぶりのことであった。2012年にはドッグランズキャンパスが、オリンピックにおけるアメリカチームの滞在地に選定され、それに伴いスポーツドッグをキャンパス内にオープンさせた。 スポーツドッグは、ジムや屋内外の多様なスポーツに対応したロンドン市内でも最大級のスポーツ施設であり、学生以外にも有料で開放している。 
イーストロンドン大学は、2012年に設立されたハックニー専門技術大学を学術的スポンサーとして後援している。

## キャンパス
ロンドン市内のストラトフォードとドックランズに2つのキャンパスを持つ。2013年に3つ目のキャンパスがストラトフォードにオープンする。

## 評価
2007年のランキングでは、学生一人当たりの設備投資が英国内で1位にランクされた。
社会的企業（Social Enterprise）研究に関する専門コースを学部課程と大学院課程に設置している大学は欧州でも珍しく，同大学の特色の一つである。
その他、建築学、音楽マーケティング等の分野で評価が高い。

## 主な出身者
- Lord Adebowale(en:Victor Adebowale, Baron Adebowale) - 政治家
- en:Hilary Armstrong - 国会議員
- ジェイク・アンド・ディノス・チャップマン - 芸術家、ターナー賞ノミネート
- en:Daljit Dhaliwal - アルジャジーラ英語版の総合司会者
- シンシア・エリヴォ - 女優
- en:Mark Frith - ジャーナリスト
- en:Gemma Gibbons - 柔道、オリンピック銀メダリスト
- en:Edison James - 元ドミニカ共和国大統領
- en:Sonam Kapoor - ボリウッド俳優
- en:Jeffrey Lawal-Balogun - アスリート
- en:Marina Diamandis - 歌手
- en:Raja Teh Maimunah - ホンリョン銀行イスラム支社CEO
- en:Mike Pittilo - 生物学者、ロバートゴードン大学副学長
- en:Martin Slark - Molex社副社長
- en:Mark Stephens (solicitor) - アナウンサー、法律家、作家
- Kwasi Danquah (en:Tinchy Stryder) - ミュージシャン
- en:Alexander Trotman, Baron Trotman - フォード・モーターCEO
- en:Iolo Williams - アナウンサー
- アダニーヤ・シブリー - パレスチナの作家[1]